# Salto con gli sci ai Giochi olimpici
Salto con gli sci: ai Giochi olimpici invernali fa parte del programma fin dalla prima edizione di Chamonix-Mont-Blanc 1924.

Nelle prime edizioni dei Giochi veniva aggiudicata un'unica medaglia nel K70 (dal 1960 diventata K90), da Innsbruck 1964 venne introdotta la disciplina del K120. Un'ultima medaglia venne inserita a Calgary 1988, quella della gara a squadre. Dal 1924 al 1984 i Giochi olimpici hanno coinciso, in tutto o in parte, con i Campionati mondiali di sci nordico invernali e in questa disciplina le medaglie olimpiche avevano anche generalmente valenza iridata. La specialità è stata soltanto maschile fino a Soči 2014, quando dopo alcuni tentativi per il 2006 e 2010, emulando i Mondiali di sci nordico (dal 2009), furono coniugati alcuni eventi al femminile.

La formula di gara più antica è quella detta "trampolino lungo", anche se la formalizzazione della distinzione tra trampolino normale e trampolino lungo avvenne solo negli anni Cinquanta.

## Programma
| Evento                       | 24 | 28 | 32 | 36 | 48 | 52 | 56 | 60 | 64 | 68 | 72 | 76 | 80 | 84 | 88 | 92 | 94 | 98 | 02 | 06 | 10 | 14 | 18 | 22 | Totale |
| ---------------------------- | -- | -- | -- | -- | -- | -- | -- | -- | -- | -- | -- | -- | -- | -- | -- | -- | -- | -- | -- | -- | -- | -- | -- | -- | ------ |
| Trampolino lungo maschile    | •  | •  | •  | •  | •  | •  | •  | •  | •  | •  | •  | •  | •  | •  | •  | •  | •  | •  | •  | •  | •  | •  | •  | •  | 24     |
| Trampolino normale maschile  |    |    |    |    |    |    |    |    | •  | •  | •  | •  | •  | •  | •  | •  | •  | •  | •  | •  | •  | •  | •  | •  | 16     |
| Gara a squadre maschile      |    |    |    |    |    |    |    |    |    |    |    |    |    |    | •  | •  | •  | •  | •  | •  | •  | •  | •  | •  | 10     |
| Trampolino normale femminile |    |    |    |    |    |    |    |    |    |    |    |    |    |    |    |    |    |    |    |    |    | •  | •  | •  | 3      |
| Gara a squadre mista         |    |    |    |    |    |    |    |    |    |    |    |    |    |    |    |    |    |    |    |    |    |    |    | •  | 1      |

## Medagliere
Aggiornato a Pechino 2022. In corsivo le nazioni (o squadre) non più esistenti.
| Pos | Nazione                   | Oro | Argento | Bronzo | Totale |
| --- | ------------------------- | --- | ------- | ------ | ------ |
| 1   | Norvegia                  | 11  | 10      | 14     | 35     |
| 2   | Finlandia                 | 10  | 8       | 4      | 22     |
| 3   | Austria                   | 6   | 9       | 10     | 25     |
| 4   | Germania                  | 6   | 7       | 1      | 13     |
| 5   | Polonia                   | 4   | 3       | 2      | 9      |
| 6   | Svizzera                  | 4   | 1       | 0      | 5      |
| 7   | Giappone                  | 3   | 5       | 4      | 12     |
| 8   | Germania Est              | 2   | 3       | 2      | 7      |
| 9   | Cecoslovacchia            | 1   | 2       | 4      | 7      |
| 10  | Slovenia                  | 1   | 1       | 3      | 5      |
| 11  | Squadra Unificata Tedesca | 1   | 0       | 1      | 2      |
| 12  | Unione Sovietica          | 1   | 0       | 0      | 1      |
| 13  | Jugoslavia                | 0   | 1       | 1      | 2      |
| 13  | Svezia                    | 0   | 1       | 1      | 2      |
| 15  | Stati Uniti               | 0   | 0       | 1      | 1      |
| 15  | Francia                   | 0   | 0       | 1      | 1      |